# Antonín Svoboda (Informatiker)
Antonín Svoboda (* 1907 in Prag; † 18. Mai 1980 in Portland, Oregon) war ein tschechischer Computerpionier.
Svoboda schloss sein Studium an der Technischen Universität Prag 1931 ab und befasste sich zunächst mit Röntgenspektroskopie. Er war Assistent an der Fakultät für Elektrotechnik und wurde 1935 promoviert. 1936 arbeitete er für das tschechoslowakische Verteidigungsministerium unter anderem an Zielgeräten für Flak. Nach der deutschen Besetzung ging er über Frankreich und Lissabon 1941 nach New York. Er arbeitete am Radiation Laboratory des Massachusetts Institute of Technology und setzte seine Entwicklung von Flak für die Amerikaner fort (Mark 56 Flugabwehrsystem für die US Navy). Nachdem er schon vor seiner Flucht an Entwürfen für einen Computer gearbeitet hatte, kam er in den USA in Kontakt mit den Entwicklungen von John von Neumann, Vannevar Bush und anderen. Bei der Rückkehr 1946 nach Prag ging er zunächst wieder an die Technische Universität und 1950 auf Einladung von Eduard Čech an das Zentralinstitut für Mathematik der Akademie der Wissenschaften und gründete ein eigenes „Institut für Mathematische Maschinen“. Dort entstand der erste tschechoslowakische Computer, der SAPO. Er war auch ein früher Versuch, fehlertolerante Computer zu entwickeln, denn er hatte drei parallel arbeitende arithmetisch-logische Einheiten. Er wurde 1950 bis 1956 entwickelt und war bis 1960 in Betrieb, als der Computer aufgrund eines Kurzschlusses abbrannte. Der SAPO hatte rund 400 Röhren, 7000 Relais und einen Magnettrommelspeicher.
Da er sich in der Arbeit an Nachfolge-Computern (EPOS) durch offizielle Stellen behindert sah, verließ er 1964 die Tschechoslowakei. Er wurde Professor an der University of California, Los Angeles, an der er 1977 in den Ruhestand ging. 
1996 erhielt er mit anderen den Computer Pioneer Award.